# صمد بی‌لی
صمد بی‌لی (به لاتین: Səmədbəyli) یک منطقه مسکونی در جمهوری آذربایجان است که در شهرستان تووز واقع شده‌است.